# Ludvíkov pod Smrkem

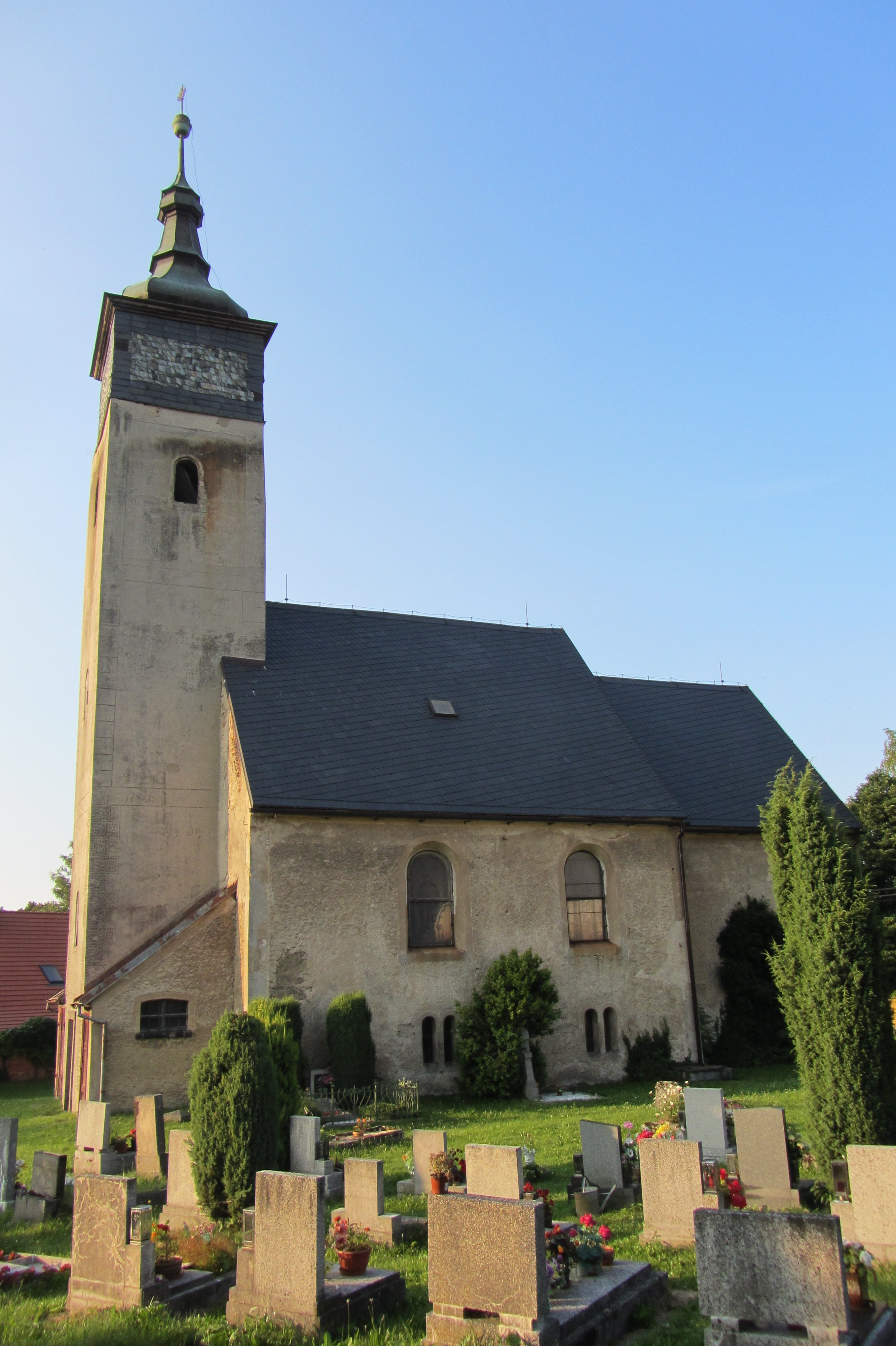
Kirche St. Peter und Paul

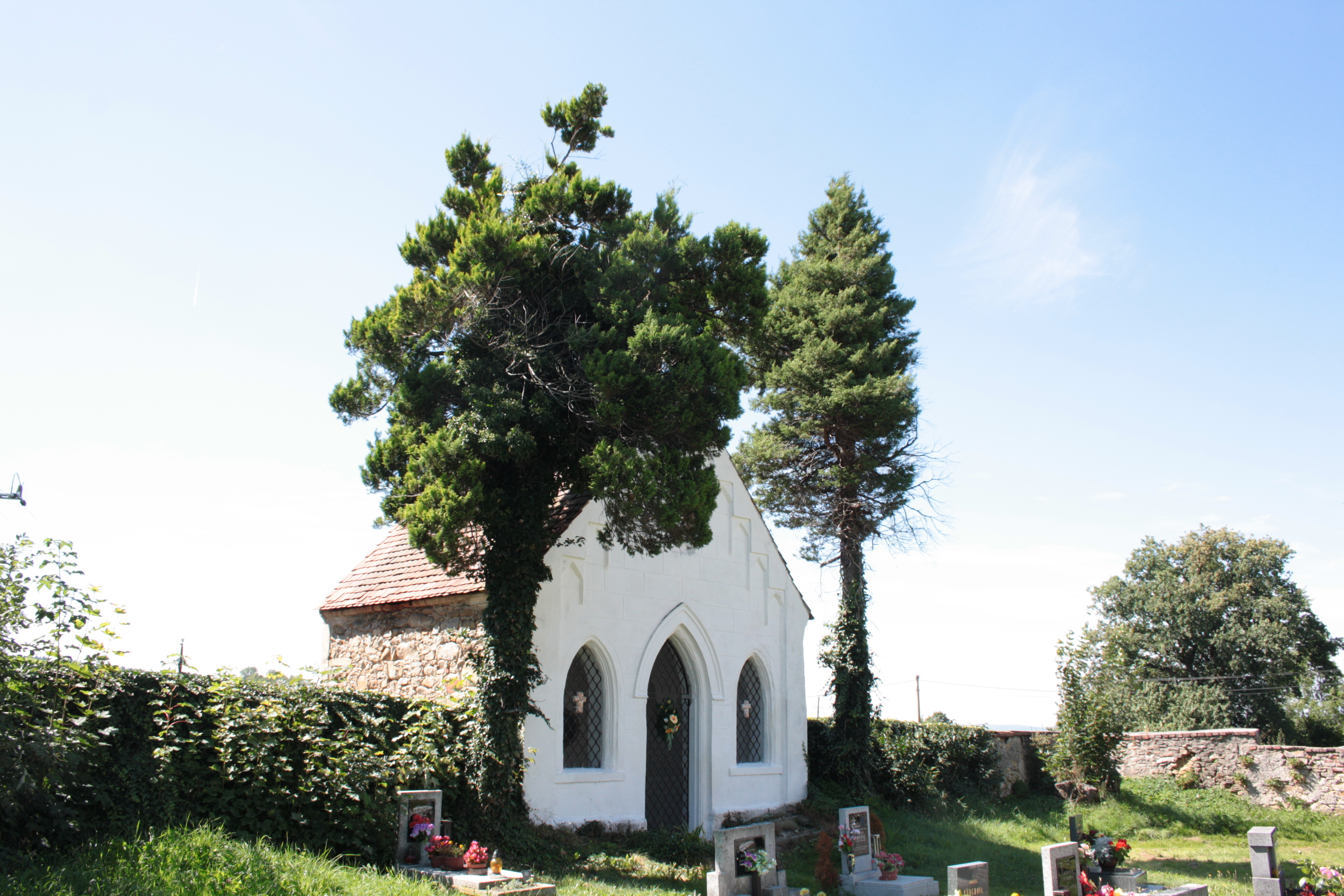
Friedhofskapelle

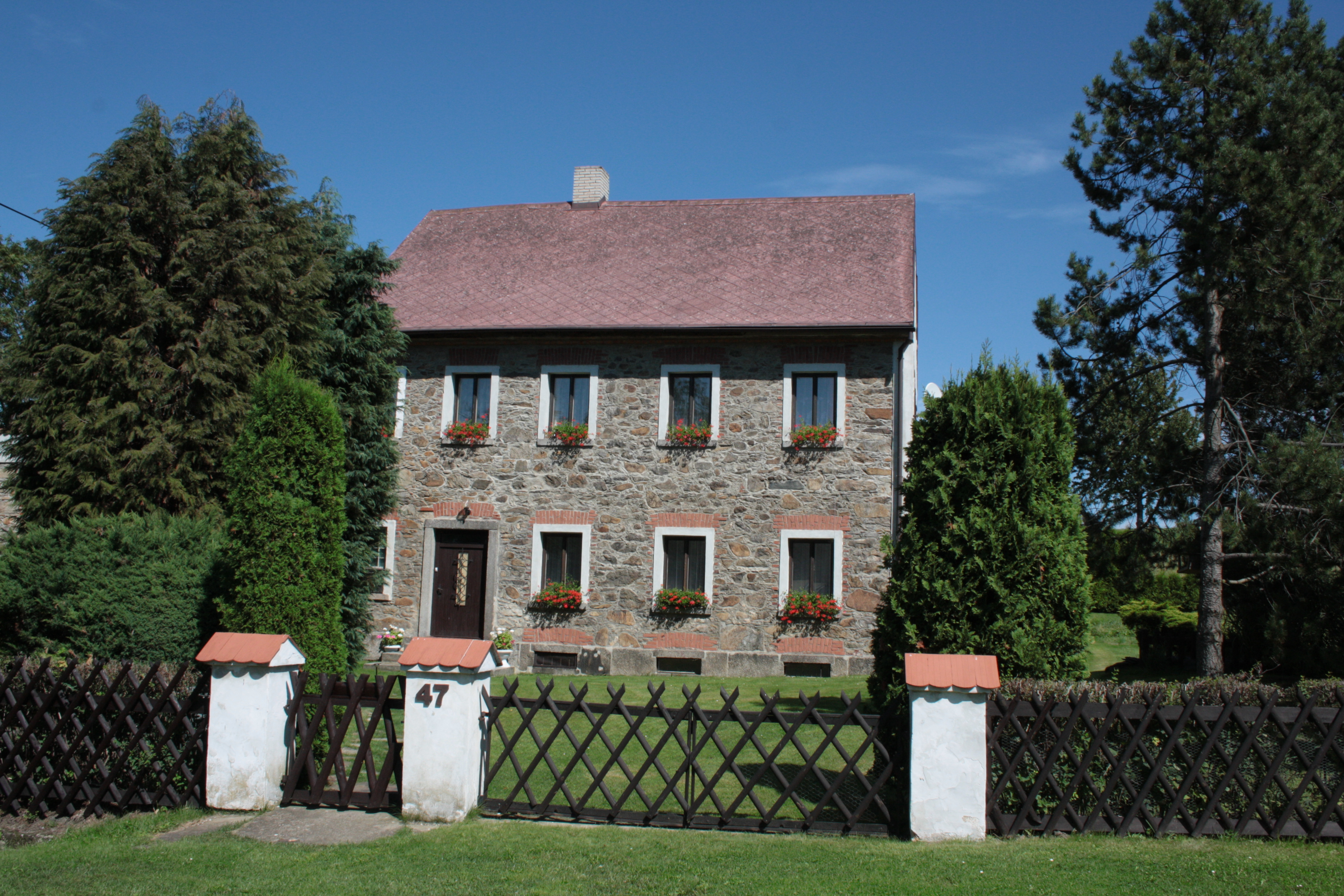
Haus Nr. 47

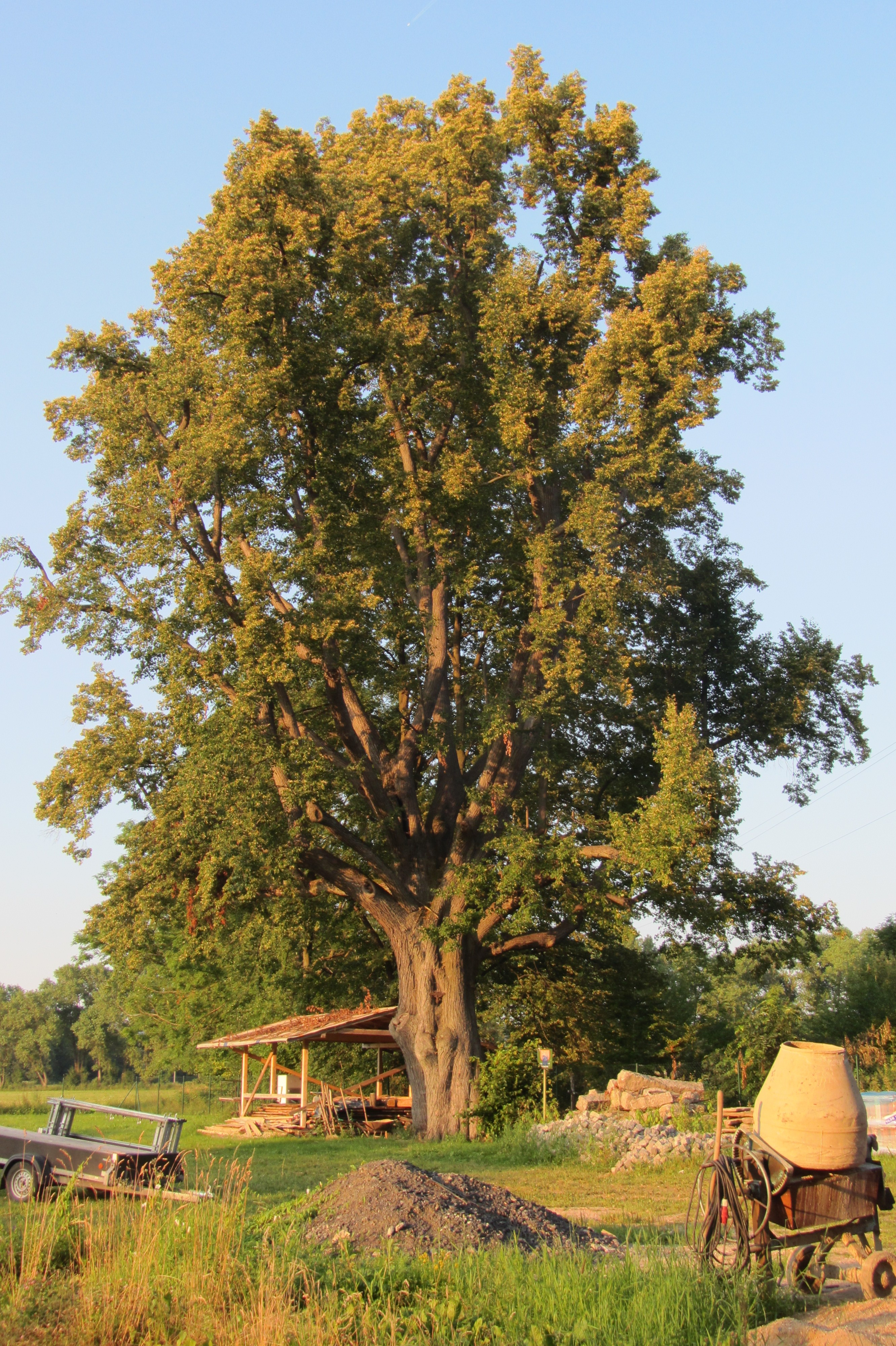
Horák-Linde

Ludvíkov pod Smrkem (deutsch Lusdorf an der Tafelfichte, früher Lusdorf) ist ein Ortsteil der Stadt Nové Město pod Smrkem in Tschechien. Er liegt zwei Kilometer südwestlich von Nové Město pod Smrkem und gehört zum Okres Liberec.

## Geographie
Ludvíkov pod Smrkem befindet sich im Tal des Baches Ludvíkovský potok (Lusdorfer Bach) im Isergebirgsvorland (Frýdlantská pahorkatina). Nordöstlich erheben sich der Hřebenáč (Kohlhübel, 566 m) und der Andělský vrch (Schöbicht, 572 m), im Osten die Rapická hora (Raplitz, 708 m) und der Měděnec (Kupferberg, 777 m), südöstlich der Svinský vrch (Sauberg, 756 m), der Závorník (Riegelberg, 695 m) und der Smrk (1124 m), im Südwesten der Dubový vrch (Eichberg, 467 m) und der Pekelský vrch (Höllberg, 487 m) sowie westlich der Chlum (Hoher Hain, 495 m).
Nachbarorte sind Hajniště im Norden, Nové Město pod Smrkem im Nordosten, U Lesa, Ulicko und Czerniawa-Zdrój im Osten, Přebytek im Süden, Peklo, Luh und Raspenava im Südwesten, Frýdlant im Westen sowie Krásný Les, V Lukách und Dolní Řasnice im Nordwesten.

## Geschichte
Nachdem die Herren von Bieberstein im Jahre 1278 die Herrschaft Seidenberg erworben hatten, verlegten sie den Herrschaftssitz nach Friedland und ließen die umliegenden Waldgebiete kolonisieren. Das Waldhufendorf gehörte zu den ersten Ortsgründungen in der Gegend und wurde wahrscheinlich nach seinem Lokator bzw. ersten Richter benannt. Die erste schriftliche Erwähnung der Kirche erfolgte im Jahre 1346. Im Friedländer Urbar von 1381 sind für Lodwigissdorff 28 Anwesen, zwei Brettsägen und eine Mühle aufgeführt. In der frühen Zeit des Dorfes wurde am Sauberg der Bergbau auf Zinnerz aufgenommen und der Aukrop-Stolln (Oukrop) angelegt. Weitere Namensformen waren Ludwigsdorf (1463), Lodewigsdorff (1499), Lodwigisdorf (1507), Lodwigiszdorff bei Friedlandt (1512), Ludwigszdorf (1564), Losdorff (1574), Luesdorff (1599) und Lusßdorff (1564).
1551 starb mit Christoph von Bieberstein der Friedländer Zweig des Geschlechts aus und die Herrschaft gelangte durch Heimfall an die Krone Böhmen zurück. 1558 erwarb der kaiserliche Rat Friedrich von Redern die Herrschaft Friedland.
Nach der Entdeckung weiterer Zinn-, Kupfer- und Eisenlagerstätten an der Rapická hora und dem Měděnec ließ Melchior von Redern 1584 nordöstlich von Lusdorf im Lunzbachtal den Bergflecken Böhmisch Neustadt anlegen und erhob diesen acht Jahre später zur Stadt. 1588 wurde der Sitz des herrschaftlichen Bergmeisters von Lusdorf nach Böhmisch Neustadt verlegt.
Nach der Schlacht am Weißen Berg wurden die Besitzungen des Christoph von Redern konfisziert und an Albrecht von Waldstein übergeben. Nach dessen Ermordung 1634 erhielt Matthias von Gallas die Herrschaft. Im Jahre 1639 kam es beim Schwedenfriedhof zu einem Gefecht zwischen schwedischen und kaiserlichen Truppen. Während des Dreißigjährigen Krieges kam der Bergbau um Böhmisch Neustadt und Lusdorf gänzlich zum Erliegen. Damit wurde die Landwirtschaft zur Haupterwerbsquelle der Bewohner. Begünstigt durch die milden klimatischen Verhältnisse konnten neben der Feld- und Weidewirtschaft sowie der Rinderzucht auch Garten- und Obstbau, insbesondere von Weinäpfeln, Birnen, Zwetschgen und Kirschen, betrieben werden.
Nach Ende des Krieges begannen die Grafen von Gallas 1651 mit der Rekatholisierung ihrer Untertanen. Ein Großteil der Bewohner verließ das Dorf und ging in die benachbarte Oberlausitz und nach Schlesien ins Exil. In der berní rula von 1654 sind für Lusdorf 36 der 63 Anwesen als wüst aufgeführt. In den Jahren 1679–1681 erhoben sich die Leibeigenen der Herrschaft Friedland unter Führung des Rückersdorfer Schmiedes Andreas Stelzig gegen die drückenden Lasten der Grafen von Gallas. Nach der Niederschlagung des Aufstandes wurde der Lusdorfer Richter dafür mit einer Geldbuße von 300 Gulden bestraft.
Am 16. September 1779 besuchte Kaiser Joseph II. während seiner Inspektionsreise durch die Herrschaft Friedland auch Lusdorf. 1784 wurde eine Schule eröffnet. Die Namensform Lusdorf wurde ab 1790 gebräuchlich. Die Anfang des 19. Jahrhunderts einsetzende Industrialisierung von Böhmisch Neustadt führte zu einem starken Bevölkerungsanstieg in Lusdorf. Zahlreiche Einwohner arbeiteten als Heimweber für die Faktorei C. E. Blumrich.
Im Jahre 1832 bestand Lusdorf, auch Lustorf bzw. Ludwigsdorf genannt, aus 174 Häusern mit 1008 deutschsprachigen Einwohnern. Unter herrschaftlichem Patronat standen die Filialkirche St. Peter und Paul sowie die Schule. Außerdem gab es im Ort zwei Mahlmühlen und eine Brettsäge. Am Fuße des Kupferberges befand sich eine eisenhaltige Mineralquelle. Zu Lusdorf gehörten 31 Häuser von Ueberschaar (Přebytek). Lusdorf war Pfarrort für Ueberschaar. Die 1839 gegründete Textilfabrik von Ignaz Klinger in Böhmisch Neustadt wurde zum Hauptarbeitgeber für die Bewohner von Lusdorf. Bis zur Mitte des 19. Jahrhunderts blieb Lusdorf der Allodialherrschaft Friedland untertänig.
Nach der Aufhebung der Patrimonialherrschaften bildete Lusdorf ab 1850 mit dem Ortsteil Überschar eine Gemeinde im Bunzlauer Kreis und Gerichtsbezirk Friedland. Ab 1868 gehörte das Dorf zum Bezirk Friedland. In der zweiten Hälfte des 19. Jahrhunderts entstanden in der Lusdorfer Ortslage Amerika ein Holzverarbeitungsbetrieb und eine Holzdrechslerei, die hauptsächlich Rahmen für die Tuchfabrik Ignaz Klinger fertigte. Im Jahre 1869 lebten in den 197 Häusern der Gemeinde 1282 Personen. 1880 hatte Lusdorf 1168 Einwohner, zehn Jahre später waren es 1080. Die Freiwillige Feuerwehr wurde 1883 gegründet. 1886 entstand die Straße nach Neustadt, 1891 die Straße nach Mildenau und 1896 die nach Bad Liebwerda. 1891 wurde in Lusdorf ein neues Schulhaus errichtet. 1898 erhielt Lusdorf ein Postamt. Im Jahre 1900 war die Gemeinde auf 236 Häuser, in denen 1214 Personen lebten, angewachsen. Seit 1910 führte die Gemeinde den Namen Lusdorf an der Tafelfichte / Lusdorf u Tafelfichte. In Lusdorf mit dem Ortsteil Überschar und den Einschichten Scholzenschenke, Buschbrettmühle und Ranse lebten zu dieser Zeit 1225 Personen. Ab 1911 gehörte die Gemeinde zum neu gebildeten Gerichtsbezirk Neustadt an der Tafelfichte. 1921 war die Einwohnerzahl auf 1026 gesunken. Als tschechischer Ortsname wurde 1924 Lusdorf pod Smrkem eingeführt. Im Jahre 1930 hatte die Gemeinde nur noch 932 Einwohner. Nach dem Münchner Abkommen erfolgte 1938 die Angliederung an das Deutsche Reich; bis 1945 gehörte Lusdorf an der Tafelfichte zum Landkreis Friedland. 1939 lebten in Lusdorf an der Tafelfichte 822 Personen. Nach dem Ende des Zweiten Weltkrieges kam Lusdorf pod Smrkem zur Tschechoslowakei zurück und die meisten deutschböhmischen Bewohner wurden vertrieben. 1946 erfolgte die Umbenennung in Ludvíkov pod Smrkem. 1950 lebten in den 167 Häusern der Gemeinde 377 Einwohner. Im Jahre 1960 wurde Ludvíkov pod Smrkem nach Nové Město pod Smrkem eingemeindet; zugleich erfolgte die Auflösung des Okres Frýdlant und das Dorf wurde dem Okres Liberec zugeordnet. 1961 lebten in Ludvíkov pod Smrkem 373 Personen. Die Schule wurde 1968 geschlossen, in dem Gebäude wurde zwei Jahre später eine Produktionsstätte des Unternehmens TESLA eingerichtet. Außerdem bestand in Ludvíkov pod Smrkem die Metallwarenfabrik META. Der Einwohnerrückgang setzte sich weiterhin fort; 1970 lebten in Ludvíkov pod Smrkem 286 Personen, 1980 waren es 245. 1991 hatte Ludvíkov pod Smrkem 182 Einwohner. Im Jahre 2001 bestand das Dorf aus 80 Wohnhäusern, in denen wiederum 182 Menschen lebten. Insgesamt besteht der Ort aus 133 Häusern.
Das ehemalige TESLA-Werk wurde nach der Samtenen Revolution von der CiS-Gruppe erworben und firmiert seit 1997 als CiS SYSTEMS s.r.o. Das alte Schulgebäude wurde restauriert. CiS ist seither gewachsen und beschäftigt 2016 als größter Arbeitgeber ca. 250 Mitarbeiter in Ludvíkov und ca. 40 Mitarbeiter in Nové Město pod Smrkem. In Ludvíkov pod Smrkem befindet sich außerdem das Gestüt Radopex Ludvíkov, das auch Rennpferde für die Velká Pardubická züchtet.

## Ortsgliederung
Der Ortsteil Ludvíkov pod Smrkem bildet zugleich einen Katastralbezirk. Zu Ludvíkov pod Smrkem gehört die Ansiedlung Přebytek (Überschar).

## Sehenswürdigkeiten
- Kirche St. Peter und Paul, der erste gotische Kirchenbau entstand wahrscheinlich Ende des 13. Jahrhunderts und ist seit 1346 nachweislich. Im 20. Jahrhundert wurde bei der Sanierung der Kirche in einem Deckenbogen beim Altar eine Jahreszahl 1124 entdeckt, die von einigen Historikern für das mutmaßliche Gründungsdatum der Kirche gehalten wurde. Diese Zeitangabe steht jedoch im Widerspruch zur Besiedlungsgeschichte der Gegend. Nach Ansicht der Architekturhistorikerin Olga Novosadová handelt es sich jedoch um die Zahl 1524, zu dieser Zeit sei der erste größere Umbau erfolgt. An der Sakristei befindet sich ein Denkmal für die Gefallenen des Ersten Weltkrieges.
- Friedhofskapelle an der südwestlichen Friedhofsmauer, erbaut 1868–1869
- Horák-Linde, am östlichen Ortsrand am Platz des ehemaligen Horák-Gutes
- Schwedenfriedhof, in einem Wäldchen hinter dem Gestüt an der Straße nach Raspenava